# Christopher Wool
Pour les articles homonymes, voir Wool.
Christopher Wool (né en 1955) est un artiste américain. Depuis les années 1980, l'art de Wool intègre les questions liées aux idées post-conceptuelles (en). Il vit et travaille à New York et à Marfa, au Texas, avec sa femme et collègue peintre Charline Von Heyl.

## Jeunesse et carrière
Wool est né à Chicago, dans l'Illinois, de Glorye et Ira Wool, biologiste moléculaire et psychiatre. Il grandit à Chicago. En 1973, il s'installe à New York et s'inscrit à la Studio School avec Jack Tworkov (en) et Harry Krame. Après une courte période de formation formelle de peintre à la New York Studio School, il abandonne ses études et se plonge dans le monde du cinéma et de la musique underground. Entre 1980 et 1984, il travaille comme assistant de studio à temps partiel pour Joel Shapiro. 

## Travaux
Wool est surtout connu pour ses peintures de grandes lettres noires au pochoir sur des toiles blanches. Wool commence à créer des peintures de mots à la fin des années 1980, apparemment après avoir vu des graffitis sur un tout nouveau camion blanc. Utilisant un système d'allitération, avec les mots souvent divisés par un système de grille, ou avec les voyelles supprimées (comme dans « TRBL » ou « DRNK »), les peintures de mots de Wool nécessitent souvent une lecture à haute voix pour avoir un sens. 
À la 303 Gallery (en) en 1988, Wool et son collègue artiste Robert Gober présentent une exposition et une installation collaboratives qui comprennent la peinture textuelle phare de Wool, Apocalypse Now (1988). L'œuvre reprend des paroles d'une phrase célèbre du film Apocalypse Now de Francis Ford Coppola, basé sur le roman de Joseph Conrad, Heart of Darkness. Depuis le début des années 1990 jusqu'à aujourd'hui, la sérigraphie est un outil essentiel dans la pratique de Wool. Dans ses peintures abstraites, Wool rassemble figures et défigurés, dessin et peinture, impulsions décontractées et idées réfléchies. Il trace des lignes sur la toile avec un pistolet pulvérisateur puis, immédiatement après, les efface à nouveau avec un chiffon imbibé de solvant pour donner une nouvelle image dans laquelle les lignes claires doivent se démarquer des surfaces tachées.
En 2000, dans le New York Times, Ken Johnson souligne la réponse de Wool à une observation faite dans la rue comme significative : « dans les années 1980, Christopher Wool faisait une sorte de peinture néo-pop en utilisant des rouleaux commerciaux pour appliquer des motifs décoratifs sur du blanc. Un jour, il a vu un nouveau camion blanc tagué par les mots « sex » et « luv » peints à la bombe. M. Wool a réalisé sa propre peinture en utilisant ces mots et a ensuite réalisé des peintures avec de grandes lettres noires au pochoir disant des choses comme « Run Dog Run » ou « Sell the House, Sell the Car, Sell the Kids ». Les peintures capturaient l’ambiance effrayante et euphorique d’une période de haut vol qui n’est pas sans rappeler la nôtre » .
Bien que Wool soit surtout connu en tant que peintre, il a rassemblé un grand nombre de photographies en noir et blanc prises la nuit dans les rues entre le Lower East Side et Chinatown. Débuté au milieu des années 1990, le projet est repris et achevé en 2002. East Broadway Breakdown, un livre reproduisant les 160 photographies, est publié par Holzwarth Publications en 2004. 
En 2012, Wool contribue à la scénographie de Moving Parts, une pièce conçue par le LA Dance Project de Benjamin Millepied. 

### Livres d'artiste
- Can your monkey do the dog, Christopher Wool et Josh Smith. 168 pages, 27,9 x 21,5 cm. Tirage limité à 1000 exemplaires et 300 épreuves d'artiste. Réalisé et publié en 2007 par mfc-michèle didier.

## Expositions
En 1998, une rétrospective du travail de Wool est organisée au Museum of Contemporary Art de Los Angeles, une exposition qui voyage ensuite au Carnegie Museum of Art de Pittsburgh et à la Kunsthalle de Bâle en Suisse. En 2009, il expose à la Gesellschaft für Moderne Kunst am Museum Ludwig à Cologne, en Allemagne et en 2012 au Musée d'Art Moderne de la Ville de Paris. Du 25 octobre 2013 au 22 janvier 2014, une rétrospective du travail de Wool est exposée au Musée Guggenheim de New York et part à l'Art Institute of Chicago au printemps 2014.

## Reconnaissance
Wool est nommé membre de l'Académie américaine de Rome (1989), est artiste en résidence du DAAD à Berlin (1992) et reçoit le prix Wolfgang Hahn. En 2010, il reçoit le prix d'excellence de l'amfAR pour sa contribution artistique à la lutte contre le sida. 

## Marché de l'art
En 2006, il présente une exposition personnelle à la Galerie Gagosian de Beverly Hills. 
Les peintures de Wool's Word réalisées entre la fin des années 1980 et le début des années 2000 sont les œuvres les plus recherchées sur le marché de l'art ; depuis 2013, sept œuvres « de mots » figurent dans les dix meilleures ventes aux enchères de Wool. Chez Christie's Londres en février 2012, Sans titre (1990), une peinture ultérieure portant le mot brisé FOOL, s'est vendue pour 4,9 millions de livres sterling (7,7 millions de dollars). En novembre 2013, le marchand d'art Christophe van de Weghe a acheté Apocalypse Now (1988) pour 26,4 millions de dollars pour le compte d'un client de Christie's New York. La peinture monumentale en noir et blanc de Wool, Riot (1990), s'est vendue pour 29,9 millions de dollars chez Sotheby's New York en 2015. Le même mois, Untitled (1990), réalisé à l'alkyde et au graphite sur papier et comportant les mots « RUN DOG EAT DOG RUN », a rapporté 2,4 millions de dollars, le record pour une œuvre sur papier de l'artiste. 

## Vie privée
Depuis 1997, Wool est marié à sa collègue artiste Charline von Heyl,,. 